# Tournoi d'Oberwart
Le tournoi d'Oberwart est une compétition de judo organisée tous les ans à Oberwart en Autriche par l'EJU (European Judo Union) faisant partie de la Coupe du monde de judo masculine ou féminine en fonction des années. Elle se déroule au cours du mois de février. Elle a remplacé à partir de 2011 le Tournoi de Vienne.

## Palmarès masculin
| World Cup     | World Cup       | World Cup        | World Cup         | World Cup               | World Cup          | World Cup          | World Cup       |
| Année         | -60 kg          | -66 kg           | -73 kg            | -81 kg                  | -90 kg             | -100 kg            | +100 kg         |
| ------------- | --------------- | ---------------- | ----------------- | ----------------------- | ------------------ | ------------------ | --------------- |
| 2012          | Betkil Shukvani | Pierre Duprat    | Shohei Ono        | Levan Tsiklauri         | Dmitry Gerasimenko | Dimitri Peters     | Oscar Brayson   |
| European Open |                 |                  |                   |                         |                    |                    |                 |
| Année         | -60 kg          | -66 kg           | -73 kg            | -81 kg                  | -90 kg             | -100 kg            | +100 kg         |
| 2014          | Ryo Kawabata    | Kengo Takaichi   | Takenori Nakamura | Zebeda Rekhviashvili    | Zviad Gogotchuri   | Luciano Correa     | Barna Bor       |
| 2016          | Ludwig Paischer | Altansukh Dovdon | Didar Khamza      | Uuganbaatar Otgonbaatar | Gábor Vér          | Javad Mahjoub      | Ushangi Kokauri |
| 2018          | Mehman Sadigov  | Orkhan Safarov   | Lukas Reiter      | Sami Chouchi            | Kosuke Mashiyama   | Onise Saneblidze   | Onise Bughadze  |
| 2020          | Hyoga Nosho     | Koki Uchimura    | Alexandru Raicu   | Wachid Borchashvili     | Marko Bubanja      | Leonardo Gonçalves | Takuto Kimoto   |

## Palmarès féminin
| World Cup     | World Cup              | World Cup            | World Cup       | World Cup              | World Cup         | World Cup       | World Cup        |
| Année         | -48 kg                 | -52 kg               | -57 kg          | -63 kg                 | -70 kg            | -78 kg          | +78 kg           |
| ------------- | ---------------------- | -------------------- | --------------- | ---------------------- | ----------------- | --------------- | ---------------- |
| 2011          | Kaori Kondo            | Ilse Heylen          | Aiko Sato       | Xu Lili                | Hwang Ye-sul      | Tomomi Okamura  | Kim Na-young     |
| European Open |                        |                      |                 |                        |                   |                 |                  |
| Année         | -48 kg                 | -52 kg               | -57 kg          | -63 kg                 | -70 kg            | -78 kg          | +78 kg           |
| 2013          | Jeong Bo-kyeong        | Urantsetseg Munkhbat | Megumi Ishikawa | Miki Tanaka            | Kelita Zupancic   | Jeong Gyeong-mi | Kanae Yamabe     |
| 2015          | Ebru Şahin             | Ma Yingnan           | Kaori Matsumoto | Kathrin Unterwurzacher | Bernadette Graf   | Mami Umeki      | Megumi Tachimoto |
| 2017          | Jeong Bo-kyeong        | Yuki Hashimoto       | Momo Tamaoki    | Kathrin Unterwurzacher | Yoko Ono          | Shori Hamada    | Kim Min-jeong    |
| 2019          | Narantsetseg Ganbaatar | Ryoko Takeda         | Anna Borowska   | Gankhaich Bold         | Michaela Polleres | Bernadette Graf | Yu Song          |